# Modern Cookery for Private Families
Modern Cookery for Private Families est un livre de cuisine anglais écrit par Eliza Acton. Il est publié pour la première fois par Longmans en 1845 et devient rapidement un best-seller, réédité treize fois avant 1853 puis dépassé par Mrs Beeton's Book of Household Management. Delia Smith a qualifié Acton de « la meilleure écrivaine de recettes en langue anglaise », tandis qu'Elizabeth David se demande pourquoi « cette écrivaine sans égal » a été éclipsé par des imitateurs et imitatrices loin de son talent, typiquement Isabella Beeton.
Le livre est l'un des premiers à fournir des listes d'ingrédients, des quantités exactes et des temps de cuisson, et à inclure des recettes orientales pour les chutneys .
Le livre reçoit un accueil très positif ; les critiques le qualifient souvent de meilleur livre de cuisine qu'ils aient jamais vu, en raison de la clarté des instructions et de son organisation rigoureuse. Les recettes et le style d'écriture d'Acton ont été complimentés par des cuisiniers tels que Bee Wilson, Elizabeth David, Delia Smith et Jane Grigson ; Clarissa Dickson Wright fait l'éloge de son écriture mais trouve les recettes ennuyeuses, trop classiquement victoriennes.

## Livre

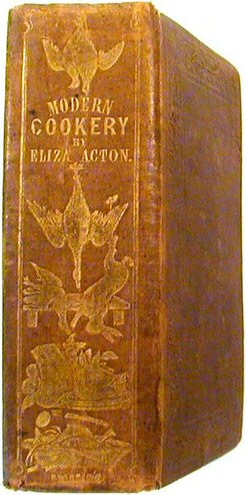
Couverture de l'édition 1847

Le livre est le résultat de plusieurs années de recherche incitées par la maison d'édition Longman, qui a auparavant publié les Poèmes d'Acton. Beaucoup de recettes viennent des amis d'Acton. Modern Cookery devient rapidement une œuvre à succès, rééditée plusieurs fois et restant un livre de cuisine très populaire tout au long du reste du dix-neuvième siècle. Le livre a eu une influence énorme, établissant le format pour la rédaction de livres de cuisine modernes, en énumérant les ingrédients exacts requis pour chaque recette, le temps de préparation et de cuisson et les problèmes potentiels qui pourraient survenir. Jusque-là, les livres de cuisine tendaient à être beaucoup moins précis, supposant que la personne qui suivait la recette connaissait tous les essentiels de la cuisine et s'appuierait sur son instinct et son expérience plutôt que sur la recette écrite.
Le livre a été l'un des premiers à présenter des recettes de « chatneys » orientaux frais, comme son « chatney de crevettes mauriciennes » avec du citron et de l'huile, ou en conserve, comme son « chatney du Bengale » avec des raisins secs, des pommes, de l'ail et du gingembre. Il a été affirmé que le livre a été le premier à utiliser le nom de « pudding de Noël », dans la première édition de 1845 ; le plat était auparavant connu simplement sous le nom de « plum pudding » ou pudding à la prune.
Le livre a été réimprimé pendant la majeure partie de l'époque victorienne, avant d'être supplanté par celui de Mme Beeton, publié pour la première fois en 1861.

## Approche
Le livre d'Acton est divisé en chapitres dont le titre tient en un ou quelques mots, comme « Poisson ». Elle s'éloigne des livres de cuisine du siècle précédent, comme The Art of Cookery de Hannah Glasse, en liant les recettes entre elles. Le chapitre sur les poissons commence par exemple par un guide sur la manière de choisir les poissons les plus frais, puis inclut des conseils sur la manière de cuisiner le poisson et quels gras choisir pour le frire correctement.
Les casseroles appropriées sont illustrées. Les recettes suivent; ceux-ci sont également écrits comme des histoires plutôt que comme de simples instructions. Le cas échéant, les recettes se terminent par une liste d'ingrédients, ainsi que le temps de cuisson, en changement marqué par rapport à la pratique du XVIIIe siècle. Les recettes sont regroupées, dans le cas des poissons par espèces, et forment une histoire connectée. Acton ajoute des commentaires là où elle le juge opportun, indiquant tout, depuis le moment où la nourriture est de saison jusqu'à l'origine d'une recette et à quel point elle l'aime. Acton cherche à enthousiasmer la personne qui la lit et à la convaincre de tester chaque recette.

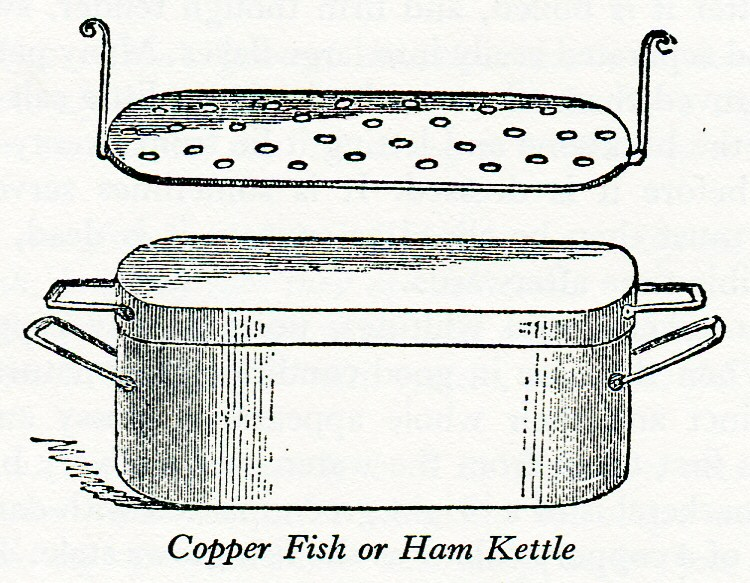
Gravure de Bouilloire à poisson ou jambon en cuivre

## Illustrations

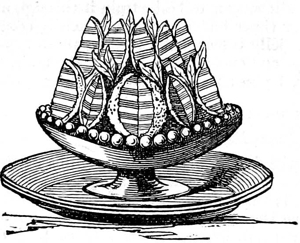
Gravure de gelée d'orange garnie de feuilles de myrte

Le livre est illustré d'un grand nombre de petites gravures. Certaines montrent des ustensiles de cuisine, comme la marmite utilisée pour servir le bouillon ou la « bouilloire à maquereau », une casserole ovale profonde avec un couvercle, utilisée pour cuire le poisson. D'autres illustrent les produits tels que la maîtresse de maison les verrait sur le marché, comme les gravures de volaille et de poisson permettant de reconnaître du grondin, de la dorade, de la plie, du mulet gris, de l'orphie et du lançon ; d'autres enfin montrent les plats finis.

## Réception de l'ouvrage

### Accueil contemporain
Les critiques sur Modern Cookery sont très positives. Un critique anonyme de The Atlas décrit le livre comme « le meilleur livre du genre » et qualifie la mise en page des recettes d'« excellente» , alors que le critique du Morning Post le considère comme « sans aucun doute le plus recueil précieux de l'art qui a encore été publié ». Dans une critique positive dans The Exeter et Plymouth Gazette, on fait l'éloge de « l'intelligibilité des instructions données », qui contraste avec d'autres livres de cuisine  ; le critique de la Kentish Gazette salue lui aussi la clarté des instructions et l'inclusion des ingrédients et des délais. La revue The Spectator déclare que l'ordre du livre est « très naturel », tandis que « les méthodes sont clairement décrites et semblent fondées sur des principes chimiques ».

### Accueil actuel
Delia Smith dit d'Acton qu'elle est « la meilleure autrice de recettes en langue anglaise ». Elizabeth David appelle Modern Cookery « le plus grand livre de cuisine de notre langue ». Bee Wilson, écrivant dans The Telegraph, dit que c'est « le plus grand livre de cuisine britannique de tous les temps » et ajoute que le nom d'Acton devrait être connu dans tous les foyers.
Elizabeth David demande pourquoi Acton, si douée, a été éclipsée au profit d'autres autrices de livres de cuisine. Elle répond à sa propre question en suggérant qu'Acton, née en 1799, est « de goût et d'esprit, un enfant du dix-huitième siècle ». Elle souligne que des manuels comme celui de Mme Beeton, qui dans les éditions ultérieures ont été édités et réécrits par d'autres mains, existaient pour permettre aux cuisiniers de rechercher des recettes, plutôt que de lire des livres de cuisine dans leur intégralité, comme un tout cohérent.
Bee Wilson soutient que la grandeur du livre vient du sens pratique très britannique d'Acton. Elle note par exemple qu'une partie du café servi sur les lignes de chemin de fer est une « honte commerciale ».
Elizabeth Ray est l'éditrice de The Best of Eliza Acton, une sélection de recettes de Modern Cookery avec une introduction d'Elizabeth David. Elle note qu'Acton a commencé sa carrière par la poésie, pour se faire dire par ses éditeurs qu'un livre de cuisine serait plus vendeur. Elle observe donc que le livre de cuisine contient des éléments littéraires plutôt que pratiques, par exemple dans le style lui-même et dans les titres attrayants qu'elle accorde à certains de ses plats.
Clarissa Dickson Wright, dans son livre A History of English Food, qualifie Acton de « meilleure écrivaine culinaire de l'époque », notant qu'elle accorde « une attention considérable » au curry dans le livre. Dickson Wright commente qu'Acton veut éduquer ses compatriotes au sujet du curry. Elle note en outre qu'Acton a suggéré des améliorations pratiques, telles que râper de la noix de coco dans la sauce et utiliser du tamarin, des pommes acides et du concombre.
Dickson Wright voit également dans Modern Cookery les premiers signes de la fadeur de la cuisine victorienne. Elle observe qu'entre la première et la troisième édition du livre, Acton a arrêté complètement d'utiliser l'ail. Elle dit du « Burlington Whimsey » d'Acton qu'il ne vaut pas plus qu'un fromage de tête ; elle fait valoir que la recette est « la quintessence de la nourriture fade déguisée en plat fantaisiste ».
Sue Dyson et Roger McShane, sur FoodTourist, voient le livre comme « l'antithèse même » de la grande cuisine de Marie-Antoine Carême, et notent qu'il a été l'un des premiers livres de cuisine à fournir des quantités, des horaires et des listes d'ingrédients. Ils concluent que « c'est un livre inspirant, une caverne d’Aladin de recettes et une écriture merveilleuse et intemporelle » et une « partie absolument essentielle de toute collection sérieuse de livres de cuisine ».
Kathryn Hughes, dans The Guardian, observe qu'Acton a été érigée en adversaire d'Isabella Beeton, élégante et engagée plutôt qu'opportuniste. Elle remarque qu'Elizabeth David a créé cette image, soutenue par Jane Grigson et Delia Smith : « en bref, quiconque veut être dans le gang cool de la cuisine sait que le nom à citer est celui d'Acton ».
Le Financial Times remarque en 2011 que des recettes reviennent au goût du jour dans les restaurants anglais.